# Görögország az 1988. évi téli olimpiai játékokon
Görögország a kanadai Calgaryban megrendezett 1988. évi téli olimpiai játékok egyik részt vevő nemzete volt. Az országot az olimpián 2 sportágban 6 sportoló képviselte, akik érmet nem szereztek.

## Alpesisí
Férfi
| Versenyző         | Versenyszám            | 1. futam      | 1. futam      | 2. futam | 2. futam | Összesítés | Összesítés |
| Versenyző         | Versenyszám            | Idő           | Hely.         | Idő      | Hely.    | Idő        | Helyezés   |
| ----------------- | ---------------------- | ------------- | ------------- | -------- | -------- | ---------- | ---------- |
| Joánisz Kaprarasz | Műlesiklás             | nem ért célba | nem ért célba | kiesett  | kiesett  | kiesett    | kiesett    |
| Joánisz Kaprarasz | Óriás-műlesiklás       | 1:18,23       | 60.           | 1:14,64  | 48.      | 2:32,87    | 50.        |
| Joánisz Kaprarasz | Szuperóriás-műlesiklás |               |               |          |          | 2:02,06    | 46.        |
| Jánisz Sztamatíu  | Műlesiklás             | nem ért célba | nem ért célba | kiesett  | kiesett  | kiesett    | kiesett    |
| Jánisz Sztamatíu  | Óriás-műlesiklás       | 1:17,36       | 58.           | 1:15,10  | 50.      | 2:32,46    | 49.        |

| Versenyző        | Versenyszám | Lesiklás | Lesiklás | Lesiklás | Műlesiklás | Műlesiklás | Műlesiklás | Műlesiklás | Műlesiklás | Műlesiklás | Műlesiklás | Összesítés | Összesítés |
| Versenyző        | Versenyszám | Lesiklás | Lesiklás | Lesiklás | 1. futam   | 1. futam   | 2. futam   | 2. futam   | Össz.      | Össz.      | Össz.      | Összesítés | Összesítés |
| Versenyző        | Versenyszám | Idő      | Pont     | Hely.    | Idő        | Hely.      | Idő        | Hely.      | Idő        | Pont       | Hely.      | Pont       | Helyezés   |
| ---------------- | ----------- | -------- | -------- | -------- | ---------- | ---------- | ---------- | ---------- | ---------- | ---------- | ---------- | ---------- | ---------- |
| Jánisz Sztamatíu | Összetett   | 2:07,51  | 227,50   | 47.      | 50,45      | 26.        | 49,68      | 25.        | 1:40,13    | 119,91     | 24.        | 347,41     | 25.        |

Női
| Versenyző      | Versenyszám            | 1. futam | 1. futam | 2. futam      | 2. futam      | Összesítés | Összesítés |
| Versenyző      | Versenyszám            | Idő      | Hely.    | Idő           | Hely.         | Idő        | Helyezés   |
| -------------- | ---------------------- | -------- | -------- | ------------- | ------------- | ---------- | ---------- |
| Thomaí Lefúszi | Műlesiklás             | 1:02,82  | 36.      | 1:04,19       | 25.           | 2:07,01    | 25.        |
| Thomaí Lefúszi | Óriás-műlesiklás       | 1:10,26  | 41.      | nem ért célba | nem ért célba | kiesett    | kiesett    |
| Thomaí Lefúszi | Szuperóriás-műlesiklás |          |          |               |               | kizárták   | kizárták   |

## Sífutás
Férfi
| Versenyző                          | Versenyszám | Eredmény      | Helyezés      |
| ---------------------------------- | ----------- | ------------- | ------------- |
| Nikólaosz „Níkosz” Anasztaszíadisz | 15 km       | nem ért célba | nem ért célba |
| Nikólaosz „Níkosz” Anasztaszíadisz | 30 km       | 1:50:10,7     | 82.           |
| Athanásziosz „Thanászisz” Cakírisz | 15 km       | 50:34,4       | 72.           |
| Athanásziosz „Thanászisz” Cakírisz | 30 km       | 1:43:55,1     | 76.           |
| Hrísztosz Títasz                   | 15 km       | 49:48,6       | 66.           |
| Hrísztosz Títasz                   | 30 km       | 1:41:25,7     | 70.           |